# Hezbollah

Opbouw van de partij

Hezbollah (Arabisch: حزب الله - Partij van God) is een politieke partij in Libanon en een militante beweging van sjiitische moslims met anti-Israëlische en anti-Amerikaanse sentimenten. Hezbollah stond onder leiding van geestelijke Hassan Nasrallah van 1992 tot aan zijn overlijden in 2024 als gevolg van een Israëlisch bombardement.
Hezbollah is een belangrijke beweging in Libanon, vooral in Zuid-Libanon, in een aantal stadswijken van Beiroet en in de Bekavallei.
Sinds de Israëlische invasie van 1982, waarbij grote aantallen slachtoffers vielen zowel onder de Palestijnen in Libanon als onder de Libanese bevolking, bezette Israël een strook van Zuid-Libanon. Hezbollah trad hiertegen op als een verzetsbeweging; het voerde een guerrillacampagne met als uiteindelijk gevolg dat Israël zich op 24 mei 2000 terugtrok. Hezbollah wordt door onder meer de Verenigde Staten (VS), de Europese Unie (EU), Canada, Nieuw-Zeeland, de zes landen van de Samenwerkingsraad van de Arabische Golfstaten, Israël en Australië gezien als een terroristische organisatie.
Vanaf 2012 steunde Hezbollah de Syrische regering in haar strijd tegen de rebellen tijdens de Syrische Burgeroorlog. Hezbollah beschreef de rebellen als een 'wahabistisch-zionistische' samenzwering om zijn alliantie met Syrië tegen Israël te vernietigen.

## Geschiedenis
In 1978, tijdens de Libanese Burgeroorlog, was het Libanese leger niet meer in staat om de Palestijnse strijdgroepen in het land in toom te houden. Het Israëlische leger viel Libanon binnen nadat de PLO een bus had gekaapt waarbij kinderen om waren gekomen en bezette het zuiden van het land.  In reactie op die inval ontstonden Libanese verzetsbewegingen die de door Israël bezette gebieden wilden bevrijden en het Israëlische leger wilden dwingen Libanon te verlaten. Mede dankzij de succesvolle weerstand tegen de Israëlische bezetting  wist de groep zich te consolideren als de dominante kracht in delen van Libanon.
De Iraanse Revolutionaire Garde arriveerde twee dagen na Israëls invasie in Libanon - en is nooit meer weggegaan. Hezbollah is voortgekomen uit deze verzetsbewegingen en wordt nog altijd actief gesteund door Iran. 
De beweging noemde zich Hizb Allah, wat staat voor 'Partij van God'. Tot de oprichting van Hezbollah, in 1982, was Amal de militante sjiitische beweging in Libanon met grote aanhang in het zuiden van het land. Volgens de oprichters van Hezbollah bood Amal te weinig weerstand aan de Israëlische invasie, inmiddels is Amal een van de bondgenoten van Hezbollah. 
De sjiitische Hezbollah heeft nauwe banden met en wordt gesteund door het eveneens sjiitische Iran. Ook Syrië beschouwt de Hezbollah als bondgenoot, maar ook als concurrent in de strijd om de macht in het noorden van Libanon.
Hezbollah trad voor het eerst naar buiten op 16 februari 1985 met het Hezbollah Programma (ook wel Hezbollah Handvest genoemd), dit programma werd voorgelezen in de al-Ouzaimoskee in Beiroet door sjeik Ibrahim al-Aminen en tegelijk gepubliceerd in de Libanese krant al-Safir als 'een open brief aan alle onderdrukten in Libanon en de rest van de wereld'. Het programma werd in 1987 voor het eerst in het Engels uitgegeven.
Sjeik Hassan Nasrallah volgde in 1992 sjeik Abbas Moussaoui op, nadat die door het Israëlische leger was doodgeschoten in het zuiden van Libanon. Nasrallah bouwde de beweging uit tot een politieke partij die een belangrijke rol speelt in het parlement van Libanon.
Op 6 februari 2006 sloot de Vrije Patriottische Beweging, een Libanese politieke partij met vooral christelijke aanhangers, een overeenkomst met Hezbollah.

### Juli 2006: conflict met Israël
Op 12 juli 2006 vielen strijders van Hezbollah Israëlisch grondgebied binnen en viel men een Israëlische grenspost aan. Bij de aanval werden drie Israëlische soldaten gedood en twee gevangengenomen: Ehud Goldwasser en Eldad Regev. Tegelijkertijd vuurde Hezbollah Katjoesja-raketten af op Israëlisch grondgebied. Bij een mislukte poging van het Israëlische leger om de gevangengenomen grenswachten direct weer te bevrijden kwamen nog eens vijf Israëlische militairen om het leven. Israël reageerde hierop met luchtaanvallen en artilleriebeschietingen op Libanese doelen. Ruim een maand later, op 14 augustus 2006, kwam het tot een staakt-het-vuren. Na het afkondigen van het staakt-het-vuren eiste Hezbollah de overwinning op.
Het treffen tussen Israël en Hezbollah kostte 1.300 mensen het leven (grotendeels Libanese burgers). Na de oorlog werd Hezbollah voor de moslims de 'held van de wederopbouw'. Hezbollah startte direct na de wapenstilstand op 14 augustus 2006 met hulpverlening aan de moslim-bevolking en herstel van beschadigde huizen. Met de aanpak na de oorlog van 2006 zette Hezbollah zich neer als een beweging die van aanpakken weet en het belang van de Libanese bevolking centraal stelt, hierdoor won Hezbollah aan populariteit vooral onder de moslims. Met de strijd tegen Israël werd Hezbollah gesterkt in de ogen van sommigen in de regio.
De twee in 2006 gevangengenomen Israëlische militairen waren intussen nog steeds in Libanon. Van 2006 tot 2008 liet Hezbollah in het midden of Ehud Goldwasser en Eldad Regev nog in leven waren, maar op 29 juni 2008 maakte Israël bekend vernomen te hebben dat beiden dood waren. Omdat Israël de twee militairen op Israëlische grond wilde begraven werd besloten tot een gevangenenruil. Op 16 juli 2008 droeg Hezbollah aan de Israëlisch-Libanese grens twee kisten met de lichamen over. In ruil daarvoor droeg Israël vijf Libanezen over, onder wie een veroordeelde moordenaar, die sinds 1979 in Israël gevangenzat. 
Uit onderzoek bleek dat Goldwasser bij de ontvoeringsactie op slag was gedood door een raket tegen zijn Hummer, terwijl Regev daarbij dodelijk gewond was. In Libanon werd de ruil als een overwinning gevierd, de dag werd uitgeroepen tot een nationale feestdag: scholen, banken en winkels waren gesloten en de vijf Libanese gevangenen werden door Hezbollah als helden ontvangen.

### Mei 2008: gevechten tussen Hezbollah en aanhangers van de Libanese regering
Eind 2007 raakte Libanon verzeild in een regeringscrisis, het lukte Libanon maar niet om een regeringsleider te benoemen. Elk voorstel (in totaal 19) ketste af op verzet van Hezbollah en andere kleinere partijen in het parlement. 
Op 7 mei braken in de Libanese hoofdstad Beiroet gevechten uit tussen Hezbollah en regeringstroepen na een toespraak van Hezbollah-leider Hassan Nasrallah. In zijn toespraak beschuldigde Nasrallah de regering ervan de oorlog aan Hezbollah te hebben verklaard door het communicatienetwerk van Hezbollah illegaal te verklaren en door een aan Hezbollah gelieerde functionaris bij het vliegveld te Beiroet uit zijn functie te zetten. In een videoboodschap zei Nasrallah dat Hezbollah bij iedereen die probeerde het communicatienetwerk van Hezbollah stil te leggen de handen zouden worden afgesneden. Volgens Nasrallah zaten Amerika en Israël achter het ingenomen regeringsstandpunt. 
Op 9 mei vuurde Hezbollah een raket af op de woning van Saad al-Hariri, de leider van het soennitische regeringsblok in Libanon. Hezbollah had op dat moment de islamitische helft van Beiroet grotendeels in handen en had alle media (drie tv-zenders, een krant en een radiostation) die eigendom waren van de familie al-Hariri gesloten. Op 10 mei trok Hezbollah zich terug uit de straten van Beiroet omdat Hezbollah gebruik mocht blijven maken van het eigen telefoonnetwerk en de Hezbollah-functionaris op het vliegveld zijn baan had teruggekregen. 
Op 12 mei braken weer gevechten uit in Tripoli tussen de prowesterse regering en aanhangers van Hezbollah. Tijdens de gevechten in Beiroet en Tripoli kwamen 46 mensen om en raakten 132 mensen gewond. De gevechten zetten zich voort, op 13 mei werd er in zowel Beiroet als in Tripoli gevochten. Het Libanese leger hield zich op 13 mei afzijdig.
Volgens analisten heeft Hezbollah door het gebruik van geweld in grote delen van het land de feitelijke macht in handen. Het terugdraaien van beide regeringsmaatregelen werd door aanhangers van Hezbollah wederom als overwinning van Hezbollah gezien.

### November 2009: nieuw politiek handvest van de Hezbollah
Eind 2009 riep de Hezbollah een nieuw handvest in het leven. Dit handvest vervangt het oorspronkelijke handvest dat midden tijdens de burgeroorlog in 1982 werd opgesteld.
Het handvest bepaalt opnieuw de doeleinden en de visie van de Hezbollah op lange termijn. De voornaamste prioriteit voor de Hezbollah is het "verzet tegen de bedreiging van de aartsvijand Israël tegen het moederland Libanon". Verder roept de Hezbollah de Libanese staat op om de rol van de vrouw in de maatschappij, de onafhankelijkheid van het gerecht, de strijd tegen omkoperij, de decentralisatie en het behoud van alle publieke vrijheden te versterken. Deze partij neemt ook stelling tegen eender welke vorm van indeling van Libanon en verdedigt het multicommunautarisme. De Hezbollah weigert alle vormen van vestiging of naturalisatie van Palestijnse vluchtelingen maar ijvert wel voor een uitbreiding van hun rechten.
Hezbollah wilde oorspronkelijk de oprichting van een islamitische staat, maar strijdt nu voor een toepasselijk politiek systeem van een moderne staat met verwijzingen naar normen van het internationaal recht. Hezbollah zet tevens haar onderdompeling in het Libanese kader voort door het woord 'moederland' of 'natie' te gebruiken. Meerdere in het handvest aangehaalde beginselen (geen discriminatie van vrouwen, democratie) worden volgens sommige bronnen niet nageleefd. 
Een ander heel belangrijk punt is het feit het handvest geen melding meer maakt van het principe van 'velayat-e faqih'. Dit principe gaf een moreel en godsdienstig gezag aan Iran en meer bepaald aan de religieuze leiders van Iran.

### 2012: betrokkenheid bij Syrische Burgeroorlog
In 2012 raakte Hezbollah betrokken bij de Syrische Burgeroorlog als bondgenoot van de regering van Syrië, waarbinnen prominente alawieten belangrijke invloed uitoefenen. Hezbollah sloot op verzoek van de Syrische regering de grens tussen Libanon en Syrië gedeeltelijk af voor wapenleveranties aan de rebellen. Daarnaast vochten Hezbollah-eenheden in de provincie Homs, terwijl Hezbollah-officieren stadsguerrilla en asymmetrische oorlogsvoering doceerden in Syrische legereenheden. In Libanon heeft Hezbollah echter bij enkele gelegenheden opgeroepen tot kalmte om een escalatie in Libanon van dit conflict te voorkomen. Als reactie op Hezbollahs rol in het conflict in Syrië pleegden soennitische militanten aanslagen op sjiitische wijken waar veel aanhangers van de beweging wonen.

### 2015: betrokkenheid bij Jemenitische Burgeroorlog
In 2015 raakte Hezbollah betrokken bij de Jemenitische Burgeroorlog als bondgenoot van de Houthi's.

### 2023: betrokkenheid bij oorlog Hamas-Israël
Tijdens de oorlog tussen Hamas en Israël die begon in 2023 na een aanslag van Hamas liepen de spanningen op in het grensgebied tussen Israël en Libanon en waren er meerdere confrontaties tussen Hezbollah en het Israëlische leger. Israël meldde in 2024 dat het de hoogste militaire commandant van Hezbollah, Fuad Shukr, had gedood bij een luchtaanval in Beiroet.

### September 2024: doden en vele gewonden na ontplofte elektronische communicatiemiddelen
Op 17 en 18 september vielen in Libanon tientallen doden en duizenden gewonden bij massale bijna gelijktijdige ontploffingen van elektronische mobiele communicatieapparatuur. De eerste dag vielen zeker twaalf doden en bijna drieduizend gewonden, waarvan 200 ernstig, nadat een groot aantal semafoons (piepers, pagers) explodeerden. Hezbollah gebruikt(e) deze pagers in plaats van mobiele telefoons, omdat ze veiliger zouden zijn qua voorkomen dat aan een vijand de inhoud van de communicatie en/of de locatie wordt prijsgegeven. Op de tweede dag ontploften portofoons (walkietalkies) gelijktijdig waarbij zeker 450 mensen gewond raakten en minstens twintig doden vielen. Het is nog niet vastgesteld wie er achter de aanslag zit, maar nieuwsmedia wezen naar de Israëlische geheime dienst Mossad als meest waarschijnlijke dader.
De dagen daarop bombardeerde Israël geregeld Zuid-Libanon en lanceerde Hezbollah raketten naar Israël. Bij een bombardement in Beiroet overleed Hassan Nasrallah, de leider van Hezbollah. Op 1 oktober begon het Israëlisch leger met een grondoffensief tegen de sjiitische beweging in het zuiden van Libanon.

## Publieke opinie

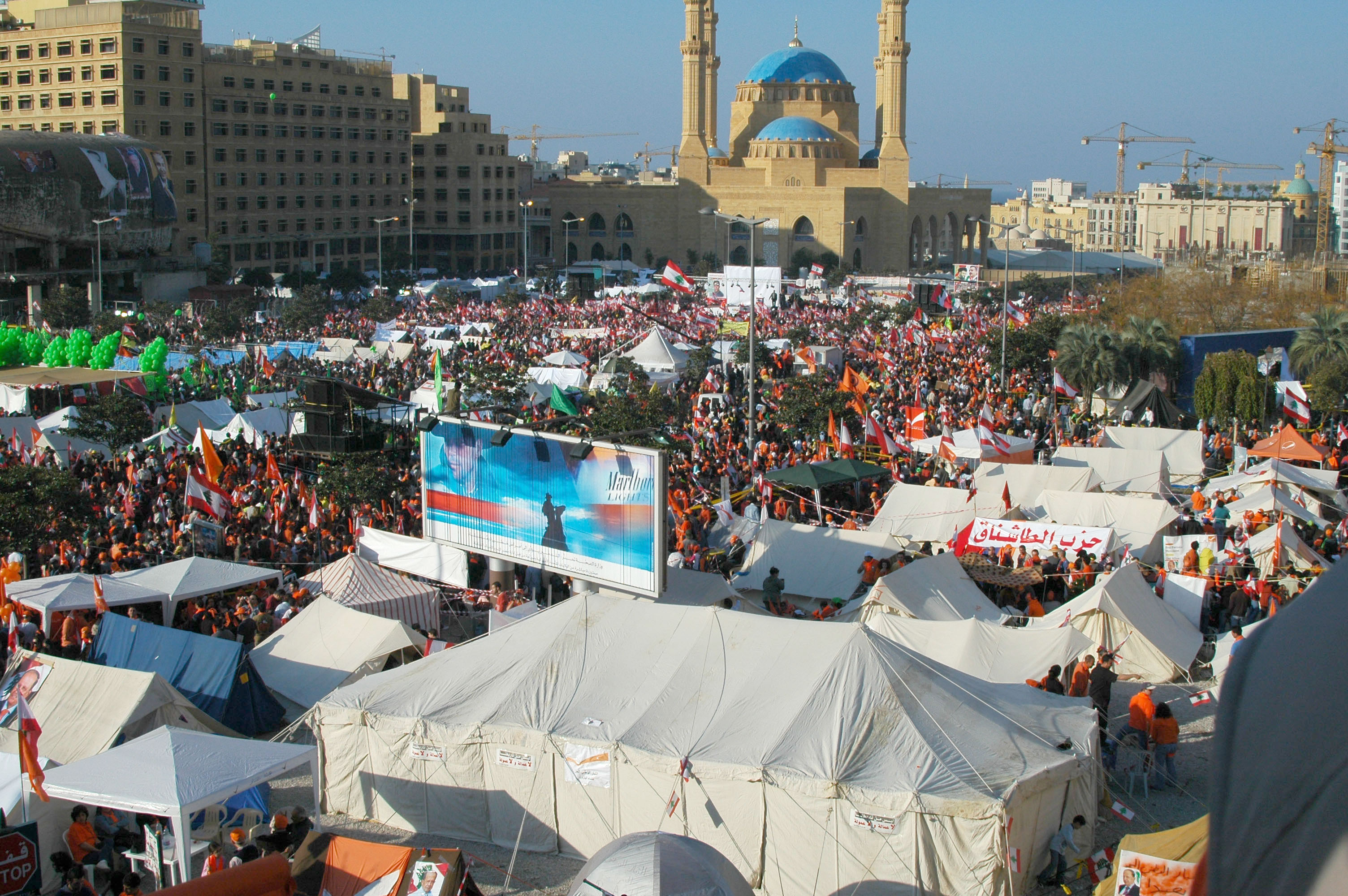
Pro-Hezbollah-demonstratie in Beiroet, Libanon

Volgens Michel Samaha, de Libanese minister van informatie, wordt Hezbollah in Libanon zelf gezien als een legitieme verzetsbeweging die haar land heeft verdedigd tegen een Israëlische bezettingsmacht en consequent opstond tegen het Israëlische leger.
Volgens een opiniepeiling vrijgegeven op 26 juli 2006 tijdens de Israëlisch-Libanese Oorlog steunde 87 procent van de Libanezen vergeldingsaanvallen van Hezbollah op Noord-Israël. 80 procent van de ondervraagde christenen steunde Hezbollah, samen met 80 procent van de Druzen en 89 procent van de soennieten.
Uit een opiniepeiling die is vrijgegeven in oktober 2014 blijkt dat twee derde van de christenen gelooft dat "het bevechten van Takfiri groepen in Syrië door Hezbollah in het belang is van Libanon".

## Status
Hezbollah wordt door Canada, Israël en de Verenigde Staten als een terroristische organisatie gezien. Australië en het Verenigd Koninkrijk beschouwen niet heel de organisatie, maar alleen de militaire vleugel van Hezbollah als een terroristische organisatie. Ook de Europese Unie besloot in juli 2013 om deze kwalificatie toe te passen op de militaire tak. De Verenigde Naties waarschuwen tegen terreur van de organisatie. Volgens het Amerikaanse ministerie van buitenlandse zaken heeft Hezbollah meer dan 300 Amerikaanse staatsburgers gedood, met name tijdens de Libanese Burgeroorlog. Hezbollah hanteerde voor het eerst sinds de Japanse kamikazepiloten in de Tweede Wereldoorlog zelfmoordaanslagen; de organisatie paste deze voor het eerst toe in 1983.

## Doelstelling
De beweging had oorspronkelijk twee doelstellingen:
- Een islamitische staat vestigen in Libanon;
- Het zuiden van Libanon en Jeruzalem bevrijden van de Israëlische bezetters.

In het programma Hezbollah van 1985 noemt Hezbollah andere doelen. Het programma begint met: 

Wij zijn de zonen van de oemma (islamitische gemeenschap), de Partij van God, wier voorhoede met hulp van God Iran heeft overwonnen en aldaar een islamitische staat heeft gesticht. Wij gehoorzamen aan één leider, die wijs en rechtvaardig is, onze leermeester en rechter, Ayatollah Ruhollah Musawi Khomeini. Onze cultuur is eenvoudig en gebaseerd op de Koran, de soenna en de sharia. Ons militair apparaat kan niet gescheiden worden gezien van onze beweging, ieder van ons is een strijder als het nodig is om de Heilige Oorlog (de Jihad) te vechten.
Het handvest noemt de volgende doelen:
- Verdrijving van Amerikanen, Fransen en hun bondgenoten uit Libanon om daarmee een definitief einde te maken aan de koloniale machten in Libanon;
- Vervolging van Falangisten vanwege hun misdaden tegen de bevolking van Libanon (de Falangisten speelden een rol in de Libanese burgeroorlog);
- Ervoor zorgen dat alle 'zonen van ons volk' in vrijheid een eigen regering kunnen kiezen. Hezbollah roept hen op om een islamitisch regime te kiezen, want alleen een islamitisch regime kan volgens Hezbollah rechtvaardigheid en vrijheid garanderen en het imperialisme een halt toe roepen.

In het handvest van 1985 was de transformatie van Libanon in een islamitische op Iran geïnspireerde republiek uit de doelstellingen verdwenen. Dit idee werd losgelaten omdat het weerstand opriep onder de Libanese bevolking. Hezbollah streeft nog steeds naar een islamitisch regime in Libanon, maar doet dat sinds de jaren 90 via democratische middelen. Na aanpassing van zijn doelstellingen wist Hezbollah de aanhang onder de Libanese bevolking belangrijk te vergroten.
In zijn programma roept Hezbollah christenen op om zich niet te laten leiden door religieus fanatisme en de islam te omarmen. Tegelijkertijd stelt Hezbollah dat God het moslims verboden heeft om mee te werken aan een regime dat niet gebaseerd is op de Koran, soenna en sharia.
Een van de belangrijkste punten in het programma van Hezbollah is de bestrijding van Israël, deze staat wordt door Hezbollah niet erkend. Hezbollah noemt de vernietiging van de staat Israël noodzakelijk:
 Wij zien Israël als de voorhoede van de Verenigde Staten, beide zijn onze meest gehate vijanden die we moeten bestrijden. Deze vijand is de grootste bedreiging voor onze toekomst omdat ze voortdurende uitbreiding van hun macht nastreven. Dit deden ze in Palestina, uiteindelijk willen de zionisten en de Amerikanen een Groot-Israël vestigen van de Eufraat tot de Nijl. De zionistische entiteit (lees: Israël) is gebouwd op agressie, op land dat is gestolen van moslims. Onze strijd tegen Israël eindigt pas als de zionistische staat is uitgewist. We erkennen Israël niet, noch zullen we ooit een overeenkomst of vrede met hen sluiten. We erkennen geen enkele overeenkomst die ooit met Israël gesloten is of gesloten wordt.
Hezbollah bestempelde in zijn verklaring ook de VN-troepenmacht UNIFIL tot vijand omdat UNIFIL in de ogen van Hezbollah in het leven was geroepen om Israël te beschermen en slechts een bufferzone vormde tussen Libanon en Israël.

## Politieke beweging
In de jaren 90 onderging Hezbollah een transformatie, van een militante organisatie veranderde Hezbollah in een politieke partij. Hezbollah won aan populariteit onder het Libanese volk − vooral onder de sjiieten − door de vele sociale werken die Hezbollah voor zijn aanhangers verrichtte. Hezbollah organiseerde goedkope huisvesting, gezondheidszorg, onderwijs en inkomenssteun voor de vaak achtergestelde sjiitische bevolking. Gaandeweg ontwikkelde Hezbollah zich tot een sociale beweging met een solide organisatie. Vanaf 1992 manifesteert Hezbollah zich ook als politieke partij, daarnaast heeft Hezbollah nog steeds een eigen leger: de Externe Veiligheidsorganisatie van Hezbollah. Ook blijken aanhangers van Hezbollah telkens weer bereid om de gewapende strijd aan te gaan als Hezbollah dat nodig acht. De meningen over Hezbollah zijn sinds de jaren 90 verdeeld. Er bestaat een visie volgens welke Hezbollah een terroristische organisatie is, maar ook een die het als een legitieme politieke en gewapende verzetsbeweging ziet.

### Tegen "islamitische extremisten"
Na de aanslag op het Franse satirische weekblad Charlie Hebdo op 7 januari 2015, waarbij twaalf mensen om het leven kwamen, verklaarde Hezbollah-leider Hassan Nasrallah dat "islamitische extremisten" de islam en de profeet Mohammed ernstiger beledigd hadden dan degenen die satirische tekeningen gepubliceerd hadden waarin deze godsdienst bespot wordt. Hij stelde dat extremisten die mensen onthoofden en afmaken de islam meer kwaad gedaan hebben dan wie dan ook in de geschiedenis.

## Internationale samenwerking
Formeel is Hezbollah niet actief buiten Libanon, wel werkt de beweging samen met Hamas en voorziet hen van wapens en training. Ook is Hezbollah bereid om Hamas te ondersteunen door het openen van een tweede front tegen Israël: Hamas in het zuiden van Israël en Hezbollah in het noorden. Hezbollah ziet de Palestijnse gebieden als bezet gebied, volgens Hezbollah hebben de Palestijnen recht op het grondgebied van het voormalig Mandaatgebied Palestina exclusief Jordanië. Dit komt neer op het grondgebied van Israël en de Palestijnse gebieden. Hezbollah vindt daarom dat Israël geen bestaansrecht heeft.
 Hezbollah werkt alleen samen met Hamas en niet met de Palestijnse Autoriteit (PA), de PA verdenkt Hezbollah er zelfs van hun leider Mahmoud Abbas te willen vermoorden vanwege zijn gematigde houding ten opzichte van Israël.
Hezbollah steunt ook andere Palestijnse militante organisaties, hoewel de samenwerking met deze groeperingen minder ver gaat dan de samenwerking met Hamas. Hezbollah heeft onder andere banden met de Tanzim, de Islamitische Jihad en het Volksfront voor de Bevrijding van Palestina.
Hezbollah wordt gesteund door en werkt samen met Syrië en Iran. Iran helpt bij de opleiding van strijders, het inrichten van de organisatie en voorziet Hezbollah van wapens en explosieven. Geschat wordt dat Hezbollah jaarlijks tussen de 25 en 50 miljoen dollar aan financiële hulp ontvangt uit Iran. Meer financiële middelen ontvangt Hezbollah via donaties, dit geld wordt binnengehaald via charitatieve organisaties die als dekmantel dienen voor Hezbollah, een model dat bijvoorbeeld ook Al-Qaida toepast.

## Activiteiten
Vanaf de oprichting van de beweging in 1982 voert Hezbollah strijd tegen Israël en de Verenigde Staten. Op 25 mei 2000 trok Israël zich volledig terug uit Zuid-Libanon. Hezbollah, dat jarenlang op Israël gerichte guerrilla-acties uitvoerde in en vanuit Zuid-Libanon, zag de Israëlische terugtrekking als een overwinning. De beweging nam vervolgens de militaire controle over Zuid-Libanon over, vanwaar het − ondanks de terugtrekking − acties tegen Israël bleef uitvoeren. In die periode verplaatste Hezbollah zijn strijdtoneel ook naar de Palestijnse gebieden. Na de Israëlische terugtrekking uit Zuid-Libanon onthield Hezbollah zich van grootschalige acties in het Israëlisch-Libanese grensgebied wel werden er kleinschalige aanslagen gepleegd waarbij Israëlische militairen werden ontvoerd. De ontvoerde militairen werden door Hezbollah gebruikt om te ruilen voor Libanese gevangen in Israël. De Israëlische soldaten werden meestal dood teruggegeven. Door deze anti-Israëlische activiteiten kreeg Hezbollah veel aanzien onder zijn aanhangers in Libanon en onder de Palestijnen. Tot op de dag van vandaag worden er regelmatig raketten en granaten op Israël afgevuurd, waardoor de grens tussen Israël en Libanon niet veilig is.
In de jaren 80 van de 20ste eeuw hield Hezbollah zich ook bezig met ontvoeringen van westerse personen, zoals de Brit Terry Waite. Voorts is Hezbollah verantwoordelijk voor het kapen van TWA-vlucht 847 en wordt het ervan verdacht een tweetal bomaanslagen in de  Argentijnse hoofdstad Buenos Aires op zijn geweten te hebben, te weten op de Israëlische ambassade in 1992 en die op een Joods cultureel centrum in 1994. Een bomaanslag op een bus met Israëlische toeristen in Bulgarije in 2013 werd door de Bulgaarse autoriteiten aan Hezbollah toegeschreven, wat de organisatie echter ontkent.
Inmiddels is Hezbollah de grootste Libanese moslimbeweging. Vanaf de jaren 90 vervult Hezbollah ook publieke en burgerlijke taken in de Libanese maatschappij gericht op geloofsgenoten. Hezbollah ontpopte zich in delen van Libanon een 'staat binnen een staat’ door het politieke vacuüm op te vullen dat was achtergelaten door de Libanese overheid, en de controle over belangrijke sectoren zoals de economie, onderwijs, gezondheidszorg en veiligheid te verwerven. Tevens verstrekt de beweging leningen aan Libanese moslims, geeft inkomenssteun en heeft eigen scholen en ziekenhuizen. Daarnaast beheert Hezbollah een eigen televisie-station, Al Manar dat in Europa en Amerika verboden is omdat het zou aanzetten tot haat. Vanaf 1992 manifesteert Hezbollah zich ook als politieke partij. Hezbollah doet als politieke partij sinds 2000 mee met de Libanese verkiezingen en heeft sindsdien zetels in het Libanese parlement. In 2008 had Hezbollah 15% van de zetels in het overwegend prowesterse parlement.

## Gewapende strijd
Hezbollah is naast een politieke partij nog steeds een gewapende militie. Internationaal wordt druk op Hezbollah uitgeoefend om de gewapende strijd te laten varen. Ondanks druk van onder andere de Verenigde Naties tot het neerleggen van de wapens zoals vastgelegd in resolutie 1559 aangenomen in oktober 2004, blijft Hezbollah een gewapende strijd voeren. Een van de redenen die Hezbollah hiervoor aanvoert is dat Israël nog altijd een stukje land van Libanon bezet zou houden, namelijk de Shebaa-boerderijen. Daarom is Hezbollah nog steeds aanwezig bij de door de VN bepaalde Israëlische grens tussen Zuid-Libanon en Noord-Israël: de Blauwe Linie. De VN zijn het niet eens met de claim van Hezbollah en bepaalden in 2000 dat Israël zich van het gehele Libanese grondgebied heeft teruggetrokken. Volgens de VN is de Blauwe Linie de grens en behoren de Shebaa-boerderijen bij Syrië (en dus bij de door Israël bezette Golanhoogvlakte en niet bij Libanon). Hezbollah stelt echter dat Syrië het gebied van de Shebaa-boerderijen aan Libanon geschonken heeft en zet daarom de strijd voort. Israël stelt dat dit kleine stukje land niet meer is dan een excuus om Israëliërs aan te blijven vallen; Israël zou het gebied ontruimd hebben als de VN dit hadden bepaald, aldus Israël.
Een andere reden voor Hezbollah om de gewapende strijd tegen Israël voort te zetten is het feit dat het land militante leden van Hezbollah gevangen houdt. Hezbollah zegt pas bereid te zijn de wapens neer te leggen als Libanon en de Libanezen volledig zijn "bevrijd". Volgens Hezbollah had het eind 2008 meer dan 40.000 raketten op Israël gericht en kon het de strijd zo beginnen.

### Zelfmoordaanslagen
Hezbollah introduceerde als eerste militante groepering zelfmoordaanslagen, dat deed ze in 1983. Dit toentertijd nieuwe fenomeen zorgde voor veel publiciteit in het Westen. Bij de zelfmoordaanslagen kwamen veel Israëlische burgers en militairen om het leven. Andere radicaalislamitische bewegingen zoals de Palestijnse Hamas, de Islamitische Jihad en Al Qaida hebben dit soort acties overgenomen. Dergelijke daden worden door de genoemde bewegingen verdedigd als oorlogsmanoeuvres; volgens Amnesty International echter zijn dit soort aanslagen op de burgerbevolking misdaden tegen de menselijkheid.

### Inkomsten
De inkomsten van Hezbollah komen voor een deel uit de tabaksindustrie die nauw verweven is met het leven in Zuid Libanon en een groot onderdeel is van de ecologie van het gebied. Als een soort parastaat, als resultaat van het gebrek van aanwezigheid van de Libanese staat, heeft Hezbollah controle over deze industrie in het zuiden van het land.  Daarnaast compenseert de partij de mensen die in hun tabaksindustrie werken wanneer hun dorpen beschadigd zijn als gevolg van een oorlog.

## Bondgenootschap met de christenen van de Vrije Patriottistische Beweging
Op 6 februari 2006 ondertekende de Hezbollah een onderling ontwerpovereenkomst met de christelijke partij van de generaal Michel Aoun, de Vrije Patriottistische Beweging. Deze overeenkomst vormde het uitgangspunt dat op tien gezamenlijke thema’s berust, namelijk het voorstel van een strategie van nationale verdediging, de strijd tegen omkoperij binnen de Libanese Staat, het lot van de verdwenenen na de burgeroorlog, de terugkomst van de Libanezen die naar Israël zijn gevlucht na de overwinning van Libanon, het opstellen van diplomatieke betrekkingen met Syrië, de weigering van eender welke buitenlandse voogdij en de oprichting van een moderne staat. Dit overeenstemmingsdocument is de eerste tekst waarin de Hezbollah het vraagstuk van haar voorraad wapens aankaart door middel van een voorstel van strategie van nationale verdediging. De term “Israël” wordt erin aangehaald en laat vermoeden dat de Hebreeuwse staat impliciet wordt erkend, maar deze stelling is nooit door de Hezbollah bevestigd.
Dankzij haar populaire en politieke overwinning na de oorlog van zomer 2006 kreeg de nieuwe coalitie, waarbij meerdere kleine partijen zich aansloten, de meerderheid in termen van uitgebrachte stemmen tijdens de parlementsverkiezingen maar blijft van de minderheid in de Nationale Vergadering omwille van de ingewikkelde en bijzondere stemmingsprocedure. In de praktijk beschikt ze over een vetorecht, omdat geen partij het aandurft om zonder Hezbollah te regeren. Haar bondgenoot Michel Aoun werd na een presidentloze periode in 2016 tot president gekozen. Er worden steeds nieuwe, machteloze coalitieregeringen gevormd en het land is terechtgekomen in een diepe economische, financiële en morele crisis.